# Gasthuiskerk (Goes)
De Gasthuiskerk (ook wel Kleine kerk) was een kerkgebouw in de Zeeuwse plaats Goes, gelegen aan de Gasthuisstraat. Het betrof de kapel van het Agnietenklooster dat in de eerste helft van de vijftiende eeuw was gesticht en waaraan een gasthuis verbonden was. Tussen 1644 en 1809 is het als protestants kerkgebouw in gebruik geweest. Hierna is het verbouwd en gebruikt voor meerdere doeleinden en uiteindelijk in 1939 gesloopt.

## Het Agnietenklooster
In de eerste helft van de vijftiende eeuw werd in Goes een nieuw nonnenklooster gesticht, gewijd aan de heilige Agnes. De eerste vermelding stamt uit 1441, maar bij een archeologische opgraving in april 1986 werden de funderingen gedateerd op 1425-1430. Het is onbekend tot welke kloosterorde de nonnen behoorden. Zij hielden zich bezig met het verzorgen van zieken, daklozen en reizigers, zodat het klooster al vroeg de rol van gasthuis op zich nam.
Het klooster vergaarde ongeveer negentig hectare grond op Zuid-Beveland en bezat tevens meerdere panden in Goes.
De abdissen van het klooster zijn fragmentarisch bekend; onder hen waren Cornelia Adriaanse van der Nisse (1490-1506), Cornelia Pieters (1506-1519), Magdalena Gandolffs (1523-1551) en Sussanna Hendriks (omstreeks 1589).

## Na de Reformatie
Aanvankelijk kwam de Reformatie in Goes niet van de grond. In 1572 werd de stad tweemaal tevergeefs belegd door de Geuzen en pas in 1577 werd een verdrag gesloten waarbij Goes overging naar de kant van Oranje, op voorwaarde dat het rooms-katholieke geloof ongehinderd geoorloofd bleef. In september 1578 bood het stadsbestuur aan om de kapel van het Agnietenklooster aan de protestanten over te dragen, maar zij weigerden dit gebouw en eisten de kapel van het Kruisbroederklooster. Kort daarna kwam het echter tot een beeldenstorm in de Grote Kerk, waarna deze werd overgenomen.
De zusters bleven aanwezig voor de verzorging in het gasthuis en werden hiervoor ook betaald door de stad. De goederen van het Agnietenklooster waren reeds onder het beheer van een functionaris die door het stadsbestuur was aangesteld wat na de protestantse omwenteling niet veranderd werd. Wel werden deze gecombineerd met de bezittingen van de Heilige Geestmeesters in 1601. Deze armmeesters werden toen ook aangesteld als beheerders van het gasthuis en vervulden deze functie tot 1633. In dat jaar werd een nieuw regentencollege aangesteld die het beheer van het gasthuis overnamen.

## Kapel als protestantse kerk
In de eerste helft van de zeventiende eeuw had de protestantse gemeente in Goes drie predikanten. Toen een van hen, Jacobus Bosschard, in 1643 overleed, drong de kerkenraad aan op uitbreiding tot vier predikanten en een nieuwe kerkruimte. Alhoewel een vierde predikant er pas in 1650 zou komen, werd in 1644 al besloten om de kapel van het gasthuis op te knappen en te verbouwen tot geschikte kerk. De kerk werd zo weinig gebruikt dat de burgemeester op 18 december 1644 aandrong dat er ten minste iedere zondagmiddag wel een preek gehouden zou worden. Dit werd gehandhaafd en in februari 1646 volgde het verzoek of de kerk ook gebruikt mocht worden om na de preek met de predikant te discussiëren over de gehouden preek.
Na tien jaar werden ook eens in de twee weken Franstalige diensten gehouden waarvoor de predikant Joan van Dordt werd aangesteld. Vanaf eind 1658 werden deze diensten echter gehouden in de Grote kerk.
In 1763 werden enkele scheuren hersteld in de kerkmuren. Ook werd de kosterswoning vervangen en een nieuw doopvont aangeschaft. Door groei van het aantal kerkgangers was de Kleine kerk daadwerkelijk te klein geworden en werd in april 1771 besloten om het te renoveren en uit te breiden. Hiervoor stelde de magistraat 270 gulden ter beschikking en op 17 januari 1773 kon het vernieuwde gebouw weer in gebruik worden genomen.
In november 1775 bood pensionaris-honorair Huybert Jan de Heere een klein orgel aan dat in april 1776 in de kerk werd geplaatst. Het was echter te zwak voor de langgerekte kerkruimte en werd daarom sinds 1777 niet meer bespeeld. Op voorstel van de burgemeester werd het in 1781 overgeplaatst naar de concertzaal van de Latijnse School, maar toen Franse troepen in augustus 1795 in deze zaal werden ingekwartierd, kwam het orgel alsnog terug naar de kerk. De kerk zelf werd in dat jaar ook nog korte tijd als magazijn gebruikt, maar vanaf maart vonden er weer diensten plaats.

## Wisselend gebruik

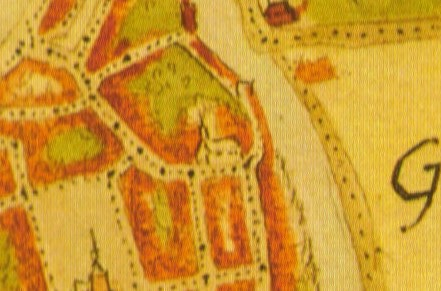
De kerk en het gasthuis, gezien op de kaart van Jacob van Deventer uit 1572.

In 1809 werd Goes bezocht door koning Lodewijk Napoleon. Hij stelde voor om de Kleine kerk af te staan aan de rooms-katholieken. Enige dagen later werd hierover een overeenkomst gesloten waarbij het eigendom van de kerk werd overgedragen aan de rooms-katholieke kerk. Het is echter onwaarschijnlijk dat de kerk daadwerkelijk door hen is gebruikt. Deze overeenkomst lijkt vergeten te zijn, en toen in 1813 een nieuwe rooms-katholieke kerk in aanbouw was, vroegen zij toestemming aan het stadsbestuur om tijdelijk van de Kleine kerk gebruik te mogen maken, terwijl het in principe al in hun eigendom was. Verder stond de kerk in deze tijd leeg.
In juli 1820 ontstonden er plannen om de voormalige Franse kerk, die op dat moment werd gebruikt als kazerne, om te bouwen tot wees- en armenschool. Door verlies van de kazerne wilde de Commissie van Kazerneering ter compensatie wel de Kleine kerk ombouwen tot kazerne. Omdat het onduidelijk was wie nou de eigenaar was van het gebouw werd er onderhandeld met het roomse kerkbestuur, waarbij werd overeengekomen dat de kerk daarvoor gebruikt mocht worden, mits deze in geval van nood weer als kerk in gebruik kon worden genomen.
Het gebouw raakte echter steeds meer in verval, zo was reeds in 1805 het torentje afgebroken en de klok in het stadhuis gehangen. In 1827 liet de Commissie van Kazerneering aan het stadsbestuur weten dat het niet de financiële middelen had om het gebouw nog te onderhouden en probeerde het weer over te dragen aan de stad. Tegelijkertijd kwam vanuit het bestuur van het gasthuis de vraag of het gebouw kon worden overgenomen om het gasthuis te kunnen uitbreiden. Dit verzoek werd ingewilligd en op 22 december 1827 droeg het rooms-katholieke kerkbestuur het gebouw kosteloos over aan het gasthuis. Op 16 februari 1828 werd dit met een koninklijk besluit bekrachtigd.
Ook deze functie vervulde de kerk niet lang, want in 1838 werd het gebouw in gebruik genomen als textielbedrijf. Dit vereiste wel ingrijpende aanpassingen aan het gebouw, waaronder een vergroting, een extra verdieping en het inbouwen van meer ramen. Deze werd in juli 1856 weer gesloten. Hierop werd de benedenverdieping gebruikt als gemeentelijke opslag, maar de bovenverdieping stond aanvankelijk leeg. In 1862 toonde het gasthuis weer belangstelling, nadat het voldoende financiële middelen had verzameld, om de bovenverdieping in gebruik te nemen. Opnieuw bleek hier onduidelijkheid over de eigenaar van het gebouw, omdat het in feite al aan het gasthuis toe behoorde. In 1869 nam het gasthuis ook een deel van de begane grond in gebruik en liet er een badhuis bouwen.
Het overige deel van de begane grond bleef in gebruik als berging. Wel stond er in 1876 tijdelijk het wachthuisje van de werkverschaffing. In datzelfde jaar verzocht de ambachtsschool om het in gebruik te mogen nemen als leslokaal. Dit verzoek werd in 1878 nog herhaald, maar beide keren afgewezen. Wel werd in 1885 een ruimte op de bovenverdieping tijdelijk gebruikt door de lagere school. In 1896 werd een gedeelte van de begane grond omgebouwd tot gymnastieklokaal voor de lagere school. Vanaf 1918 maakte de nieuw-opgerichte vakschool voor meisjes ook gebruik van enkele ruimtes in het gebouw.

## Sloop
In 1923 besloot het gasthuis om de oude gebouwen grondig te verbouwen, zodat besloten werd om de oude kerk niet meer te verhuren. Hierna is de ruimte nog korte tijd gebruikt als huisvesting voor oude mannen, maar in de eerste helft van 1939 is het volledig gesloopt, om plaats te maken voor een nieuwe vleugel van het gasthuis naar ontwerp van F.G.C. Rothuizen. Van de kerk en het oude gasthuis is niets meer te zien, maar de achttiende-eeuwse ingangspoort naar het gasthuis dat naast de kerk stond is behouden gebleven.